# Constantin Daicoviciu
Pour le village, voir Constantin Daicoviciu (Caraș-Severin).
Constantin Daicoviciu (en prononciation roumaine : [konstanˈtin ˈdajkovit͡ʃju]), né le 1er mars 1898 à Căvăran dans le comitat de Krassó-Szörény et mort le 27 mai 1973, est un historien et archéologue roumain. Il est professeur à l'université de Cluj et membre titulaire de l'Académie roumaine. 

## Biographie

### Jeunesse et formation
Constantin Daicoviciu est né à Căvăran, à l'époque en Autriche-Hongrie, aujourd'hui en Roumanie. Son père Damaschin est un professeur de religion orthodoxe roumaine, tandis que sa mère Sofia (née Drăgan) est la fille orpheline de l'instituteur du village. Après avoir terminé l'école primaire à Căvăran, il fréquente le lycée public de Lugoj de 1909 à 1916. Après un passage dans l'armée austro-hongroise pendant la Première Guerre mondiale, il entre à l'université de Cluj à l'automne 1918.

### Vie professionnelle
De 1923 à 1968, il est membre du corps professoral de l'université de Cluj, devenant professeur agrégé en 1932 et professeur titulaire en 1938. Après que le Transylvanie du Nord (y compris la ville de Cluj) ait été transféré en Hongrie à la suite du deuxième arbitrage de Vienne de août 1940, Constantin Daicoviciu déménage à l'université de Sibiu, où il devient doyen du département de philologie en 1940-1941. 
Après la Seconde Guerre mondiale, il retourne à Cluj, où il est nommé recteur de l'université de Cluj de 1957 à 1968. De 1948 à 1952, il est député à la Grande Assemblée nationale de Roumanie. Il est élu membre à part entière de l'Académie roumaine (en) en 1955.
Il est le principal représentant de la théorie de la continuité daco-roumaine qui est activement promue dans la Roumanie communiste comme théorie acceptée de l'ethnogenèse de la nation roumaine. Une lettre publique rédigée en 1978 par des intellectuels hongrois anonymes affirme que, dans son testament politique, Constantin Daicoviciu a retiré ses thèses, qualifiant sa théorie d'hypothétique.
Il décède en 1973 à Cluj et est enterré au cimetière Hajongard de la ville. Depuis sa mort, la commune du Căvăran où il est né porte son nom.

## Vie privée

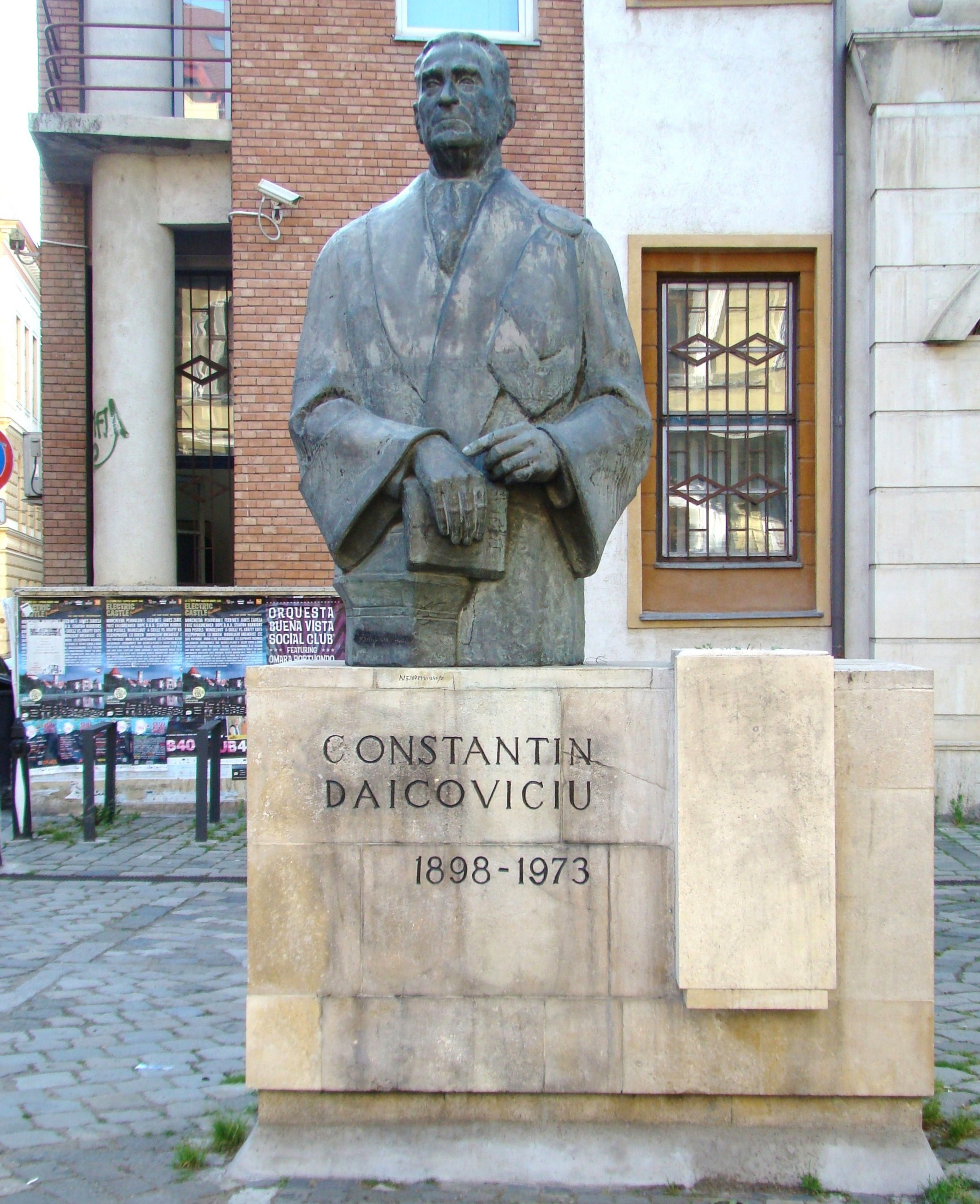
Buste de Constantin Daicoviciu à Cluj-Napoca.

Il épouse Lucia Bugnariu en 1931.
Son fils, Hadrian Daicoviciu (ro) est aussi un historien.

## Publications
- La Transylvanie dans l'antiquité, 1938, 95 p..
- (ro) avec Alexandru Ferenczi, Aşezările dacice din Munţii Orăştiei, Editura Academiei Republicii Populare Române, 1951, 116 p..
- (ro) Cetatea Dacică de la Piatra Roşie : monografie arheologica, Editura Academiei Republicii Populare Romîne, 1954, 167 p..
- (ro) Din istoria Transilvaniei, vol. 1, Editura Academiei Republicii Populare Romîne, 1960, 230 p..
- (ro) avec Hadrian Daicoviciu, Ulpia Traiana (Sarmizegetusa romană), Meridiane, 1962, 109 p..
- (ro) avec Victor Cheresreşiu, Din istoria Transilvaniei, vol. 2, Editura Academiei Republicii Populare Romîne, 1963, 550 p..
- avec Émile Petrovici et Gheorghe Ştefan, La formation du peuple roumain et de sa langue, Éditions de l'Académie de la République Populaire Roumaine, 1963, 65 p..
- (ro) Dacia liberă și Dacia Romană, Editura Didactica și Pedagogica, 1964, 78 p..
- avec Miron Constantinescu, Brève histoire de la Transylvanie, Académie de la République socialiste de Roumanie, 1965, 467 p..
- (en) Romania : Geography, History, Economy, Culture, Meridiane Publishing House, 1966, 202 p..
- (ro) avec Hadrian Daicoviciu, Columna lui Traian, Editura Meridiane, 1966, 35 p..
- avec Miron Constantinescu et Stefan Pascu, Histoire de la Roumanie : des origines à nos jours, Horvath, 1970, 503 p..
- (en) avec Emil Condurachi, The Ancient Civilization of Romania, Londres, Barrie & Jenkins, 1971 (ISBN 0-214-65256-4).
- avec Emil Condurachi, Roumanie, Nagel, 1972, 250 p..
- Au sujet des monuments chrétiens de la Dacie trajane.
- (ro) Ceramica daco-getică : cu specială privire la Transilvania.
- (ro) Cluj.